# Villa Giulia (Neapel)

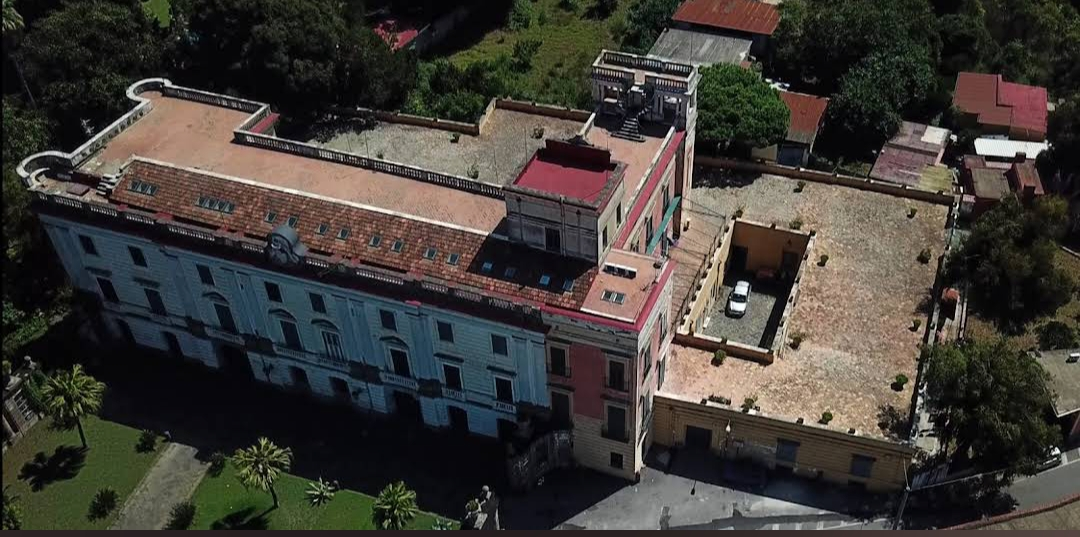
Villa Giulia in Neapel von oben

Die Villa Giulia (oder Villa De Gregorio di Sant’Elia oder Villa San Nicandro) ist ein Landhaus aus dem 18. Jahrhundert im Viertel Barra von Neapel in der italienischen Region Kampanien. Es liegt im Gebiet der Miglio d’oro, in der Via Principe di San Nicandro, 68.

## Geschichte und Beschreibung
Das alte Gebäude, eines der schönsten der Gegend, ist bereits in der bekannten Karte des Duca di Noja aus dem Jahre 1775 vermerkt.

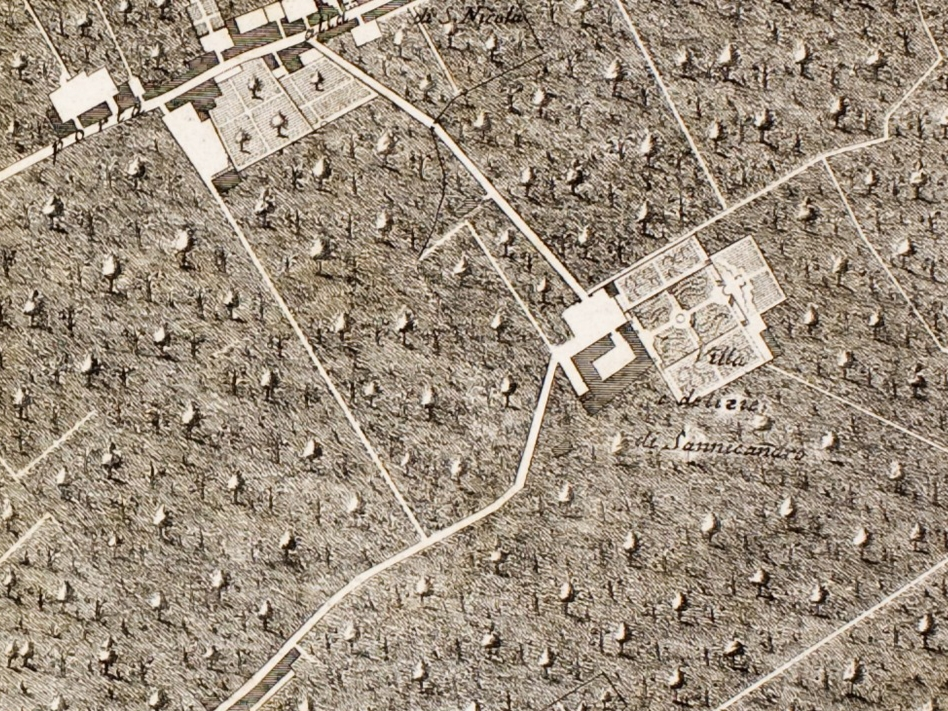
Villa di San Nicandro auf der Karte des Duca di Noja (rechts)

Das Gebäude, das damals „Villa e delizia di San Nicandro“ hieß, bestand aus dem einzigen umbauten Innenhof, noch ohne das breite, halbkreisförmige Bauwerk, das später angebaut wurde.

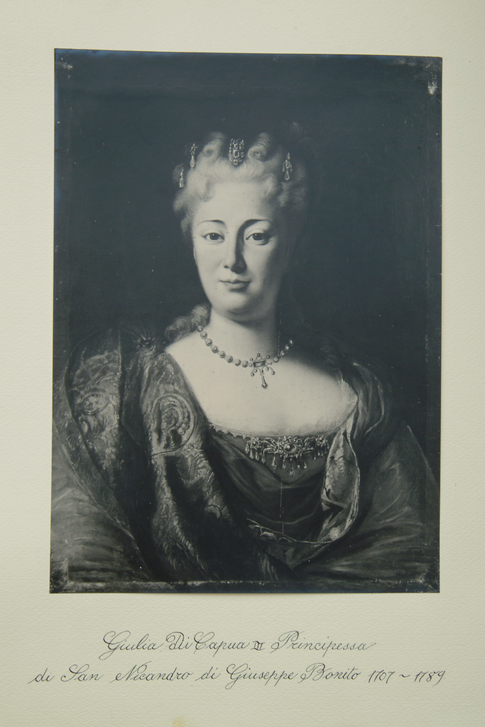
Giulia di Capua, Prinzessin von San Nicandro

Verlässliche Quellen besagen, dass das Landhaus in seiner heutigen Form von dem bekannten Architekten Luigi Vanvitelli projektiert wurde.
Die Arbeiten an der Baustelle wurden von Francesco Collecini, Pietro und Carlo Vanvitelli verfolgt, die im Juni 1760 die Maße des unregelmäßigen Platzes und der Fassade nahmen und den Grundriss auf einem Messtisch festhielten. In anderen Schreiben an seinen Bruder Urbano erzählte Vanvitelli die Episode von der Mandelentzündung, die Carlo ereilte, und am 14. Februar 1761 führten Pietro und Marcello Fonton eine Inspektion durch, die drei Tage später wiederholt wurde; Vanvitelli wurde von Pietro Fonton auf der Baustelle begleitet, um die Fassade zu setzen. In dieser letzten Phase intervenierte Vanvitelli laut den Briefen, die er an seinen Bruder sandte, mehrere Male auf der Baustelle aufgrund der Unerfahrenheit seiner Söhne, die damals etwas älter als 20 Jahre waren und sofort mit dem Beruf begannen.
Das Anwesen ließ Don Domenico Cattaneo della Volta, 3. Prinz von San Nicandro, ein Gefolgsmann des Königs von Neapel, Ferdinand IV., umbauen, indem er ein Landhaus, das sein Großvater Domenico gekauft hatte, in eine „Villa“ verwandeln ließ, um dem König zu folgen, wenn dieser seinen Hof zur Jagd in die Reggia di Portici verlegte. Die Villa wurde zu Ehren der Ehefrau des Prinzen, Giulia di Capua, Prinzessin von Roccaromana und Herzogin von Termoli, „Villa Giulia“ getauft. Prinz Domenico zog sich in seinen letzten Lebensjahren in seine Villa in Barra zurück, die damals schon umgebaut war, und starb dort im Jahre 1782. 1785 wurde sein Leichnam in die Kirche Santa Maria della Stella neben dem Palazzo del Principe di San Nicandro umgebettet.
1886 wurde die Villa vom Architekten Nicola Breglia im Auftrag der Herzogin Giulia Cattaneo Pignatelli, einer Hofdame des Hauses Savoyen und Gattin von Diego Pignatelli Aragona Cortes, Herzog von Monteleone, erweitert und im Geschmack der Zeit umgestaltet. Sie hinterließ die Villa Diego de Gregorio di Sant’Elia, der den Namen „Cattaneo“ aufgrund einer testamentarischen Verfügung seinem eigenen Familiennamen hinzufügte. Seine Nachkommen sind heute noch Eigentümer des Anwesens.
Erwähnenswert sind vor allem die historischen Wohnräume, die von Ignazio Perricci und Salvatore Cearulo in eklektischem Stil eingerichtet und dekoriert worden waren, und der große Garten, der immer noch die Pflanzenarten des alten Parks, wie z. B. Kamelien, und verschiedene, allegorische Statuen zeigt.